# Ocupación rusa del óblast de Jersón
La ocupación rusa del óblast de Jersón, denominada por el gobierno ruso como «Administración Civil-Militar de Jersón», es una ocupación militar en curso, que comenzó el 24 de febrero de 2022, después de que las fuerzas rusas invadieran Ucrania y comenzaran a capturar y ocupar partes del óblast de Jersón.
La capital del óblast, Jersón, fue capturada en 2022 por las fuerzas rusas y se estableció como centro administrativo del territorio ocupado, aunque en 2023 fue recuperada por las fuerzas ucranianas sufriendo grandes bombardeos por la artillería rusa (Bombardeo de Jersón); sin embargo, otras ciudades también cayeron bajo control ruso, incluidas Nueva Kajovka, Novotroitske, Velika Oleksandrivka o Stanislav.
En 2022, el óblast quedo ocupado de iure en un 99% y pasó a pertenecer directamente como sujeto federal a la Federación Rusa, basándose en el modelo ruso imperial del óblast de Táurida, luego de su incorporación unilateral al territorio ruso a través de un referéndum.
En 2025, el óblast sigue ocupado de iure en un 73%.

## Ocupación

### Ocupación Rusa
El 24 de febrero, las fuerzas rusas iniciaron una invasión en Ucrania. Los combates se iniciaron en el óblast de Jersón y se saldaron con múltiples victorias rusas. El 2 de marzo, las fuerzas rusas capturaron la capital del óblast, Jersón, comenzando una ocupación militar tanto de la ciudad como el óblast.

#### Jersón (capital del óblast)
Poco después de que Jersón fuese capturado por las fuerzas rusas, el Ministerio de Defensa de Rusia indicó que las negociaciones entre las fuerzas rusas y los administradores de la ciudad estaban en proceso. Un acuerdo fue conseguido entre los dos bandos, en el cual la bandera de Ucrania seguiría siendo ondeada en la ciudad mientras que Rusia establecía la nueva administración. El alcalde Igor Kolijayev anunció nuevas condiciones para los residentes de la ciudad; los ciudadanos solo podrían salir durante el día, se les prohíbe reunirse en grupos, y los automóviles solo puedan ingresar a la ciudad para suministrar alimentos y medicinas; estos vehículos debían conducir a velocidades mínimas y estaban sujetos a registros. Se advirtió a los ciudadanos que no provocaran a los soldados rusos y obedecieran las órdenes dadas.
El 3 de marzo, denuncias de soldados rusos cometiendo violaciones en Jersón empezaron a aparecer en medios de comunicación ucranianos. La revista ucraniana Rubryka citó fuentes locales, incluido un supuesto médico del policlínico de Karabelesh, que afirmaron que se habían producido 11 casos de violación, de los cuales solo sobrevivieron 5 de las víctimas. Svetlana Zorina, una residente de Jersón de 27 años que fue entrevistada por CNN, acusó a los soldados rusos de violar a mujeres locales y dijo: "Ya comenzaron a violar a nuestras mujeres. Hubo información de personas que conozco personalmente que a una niña de 17 años le sucedió y luego la mataron". También hubo un supuesto caso de otra mujer agredida sexualmente por varios soldados rusos al volver a casa después de haber comprado comida.
El 5 de marzo, el alcalde Kolykhaiev declaró que no había resistencia armada en la ciudad y que las tropas rusas estaban "bastante tranquilas". Solicitó asistencia humanitaria y dijo que "se suspendió la producción, la infraestructura crítica. La ciudad está sin luz y sin agua" y "Tenemos pacientes con cáncer, niños que necesitan medicamentos. Este medicamento actualmente no les está llegando". Mientras tanto, alrededor de 2.000 personas marcharon hacia el centro de la 
ciudad, ondeando banderas de Ucrania, cantando el himno nacional, y cantando consignas patrióticas. Según los informes, las tropas rusas dispararon al aire 
para disuadir a la multitud que se acercaba. Algunos lugareños afirmaron que los rusos tenían una lista de activistas ucranianos que querían capturar.
Las Fuerzas Armadas de Ucrania declararon el 9 de marzo que Rusia había detenido a más de 400 personas en Jersón debido a las protestas.
El 12 de marzo, los funcionarios ucranianos afirmaron que Rusia planeaba organizar un referéndum en Jersón para establecer la "República Popular de Jersón", similar a la República Popular de Donetsk y la República Popular de Lugansk, el líder adjunto del Consejo del Óblast de Jersón, afirmó que el ejército ruso había llamado a todos los miembros del consejo y les había pedido que cooperaran. Lyudmyla Denisova, la Defensora del pueblo de Ucrania, declaró que este referéndum sería ilegal porque "según la ley ucraniana, cualquier asunto sobre territorio sólo puede ser resuelto por un árbitro y un referéndum a nivel nacional". Más tarde ese día, el Consejo del Óblast de Jersón aprobó una resolución declarando que el referéndum propuesto sería ilegal.
El 13 de marzo, Ukrayinska Pravda, un periódico ucraniano, informó que varios miles de personas en Jersón participaron en una protesta. Los soldados rusos dispersaron la protesta con disparos, granadas de aturdimiento y balas de goma, hiriendo a varias personas.
El 22 de marzo, el gobierno ucraniano advirtió que Jersón se enfrentaba a una "catástrofe humanitaria" ya que la ciudad se estaba quedando sin alimentos y suministros médicos y acusó a Rusia de bloquear la evacuación de civiles al territorio controlado por Ucrania. Rusia respondió diciendo que su ejército ayudó a entregar ayuda a la población de la ciudad. Un periodista local declaró que solo hubo un evento en escena, en el que se trajo a exprisioneros de la Crimea rusa para que actuaran como lugareños dando la bienvenida a los rusos y aceptando su ayuda. Según varios medios de comunicación, los residentes informan de puntos de control intrusivos, secuestros y saqueos rusos de tiendas.

## Bajo la Administración Civil y Militar

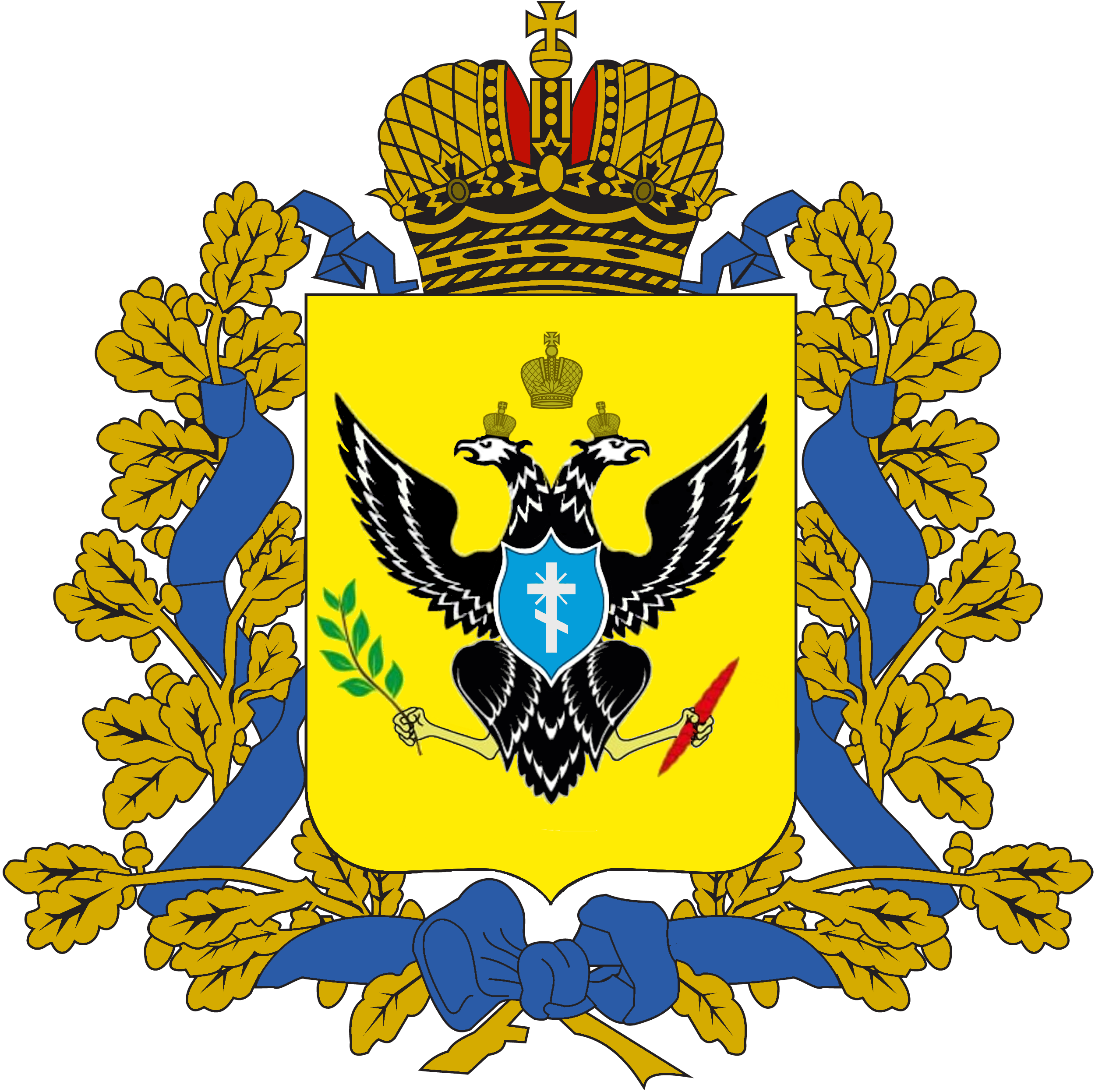

A principios de abril, las banderas rusas comenzaron a usarse y exhibirse en el territorio de la óblast de Jersón.
El 18 de abril, Igor Kastyukevich, un político ruso y diputado de la 8ª Duma Estatal, fue supuestamente designado por el gobierno ruso como alcalde de facto de las administración rusa en Jersón el 2 de marzo. Kastyukevich negó estos informes.
El 25 de abril de 2022, Ihor Kolykhaiev anunció que las fuerzas rusas habían tomado el control del Ayuntamiento de Jersón.
El 26 de abril, tanto las autoridades locales como los medios estatales rusos informaron que las tropas rusas habían tomado la sede de la administración de la ciudad y habían designado un nuevo alcalde, el exagente de la KGB Oleksandr Kobets, y un nuevo administrador regional civil-militar, exalcalde Vladímir Saldo. Al día siguiente, el Fiscal General de Ucrania dijo que las tropas utilizaron gases lacrimógenos y granadas de aturdimiento para dispersar una protesta a favor de la unidad con Ucrania en el centro de la ciudad.
En un indicio de una separación prevista de Ucrania, el 28 de abril la nueva administración militar-civil anunció que a partir de mayo cambiaría los pagos de la región al rublo ruso. Además, citando informes anónimos que alegan discriminación contra los hablantes de ruso, su jefe adjunto, Kirill Stremousov, dijo que "la reintegración de la región de Jersón a una Ucrania nazi está fuera de discusión".
El 27 de abril, la Asamblea Legislativa del krái de Krasnoyarsk en Siberia aprobó la expropiación de cereales de la óblast de Jersón. También se transportó maquinaria agrícola de la región ocupada de Jersón a tierras rusas remotas, incluida Chechenia. Lyudmila Denisova, la Comisionada de Derechos Humanos del Parlamento de Ucrania, comparó esto con repetir el Holodomor, una hambruna en la Ucrania soviética de 1932 a 1933 que mató a millones de ucranianos.
El 29 de abril, Saldo declaró que los idiomas oficiales de la óblast de Jersón serían tanto el ucraniano como el ruso y que el Banco de Pagos Internacionales de Osetia del Sur abrirá pronto 200 sucursales en Jersón.
El 1 de mayo, se adoptó un plan de cuatro meses para una transición completa a rublos. Al mismo tiempo, la grivna ucraniana seguirá siendo la moneda actual junto con el rublo durante cuatro meses.
El 7 de mayo, se adoptó un nuevo escudo de armas, basado en el escudo de armas de 1803 de la Gobernación de Jersón del Imperio ruso.
El 9 de mayo, se llevó a cabo un evento del Regimiento Inmortal en la ciudad, celebrando el Día de la Victoria. Se utilizaron banderas de la victoria de la era soviética y estandartes rojos.
El 11 de mayo de 2022, Kirill Stremousov anunció su disposición a dirigirse al presidente Vladímir Putin con una solicitud para que la óblast de Jersón se uniera a la Federación Rusa, señalando que no habría creación de la "República Popular de Jersón" ni referéndums sobre este asunto. Al comentar sobre estas declaraciones, el secretario de prensa de Putin, Dmitry Peskov, dijo que este tema debe ser decidido por los habitantes de la región y que "estas decisiones fatídicas deben tener un trasfondo legal absolutamente claro, una justificación legal, ser absolutamente legítimo, como fue el caso con Crimea".
El 30 de mayo, Rusia afirma que ha comenzado a exportar el grano del año pasado de Jersón a Rusia. También están trabajando en la exportación de semillas de girasol. Según los lugareños, los soldados rusos están siendo empleados como recolectores de fresas en la óblast.
El 3 de junio, la Unión Europea declaró que no reconocerá ningún pasaporte ruso emitido a ciudadanos ucranianos en las óblasts de Jersón y Zaporiyia. El 11 de junio, según funcionarios locales, se entregaron los primeros pasaportes rusos a ciudadanos de Jersón y Zaporiyia, incluidos funcionarios locales como Volodímir Saldo.

## Tortura y secuestro de civiles por parte de las fuerzas rusas
Dementiy Bilyi, jefe del departamento regional de Jersón del Comité de Votantes de Ucrania, afirmó que las fuerzas de seguridad rusas estaban "golpeando, torturando y secuestrando" a civiles en la óblast de Jersón. Agregó que testigos oculares habían descrito "docenas" de allanamientos y detenciones arbitrarias, que resultaron en una cantidad desconocida de personas secuestradas. Al menos 400 residentes habían desaparecido el 16 de marzo, y el alcalde y el vicealcalde de la ciudad de Skadovsk fueron presuntamente secuestrados por hombres armados. Una carta presuntamente filtrada describía los planes rusos para desatar un "gran terror" para reprimir las protestas proucranianas que ocurren en Jersón, afirmando que las personas "tendrían que ser sacadas de sus hogares en medio de la noche".
Los ucranianos que han escapado de Jersón ocupado al territorio controlado por Ucrania han proporcionado testimonios de tortura, abuso y secuestro por parte de las fuerzas rusas en la región. Una persona, de Bilozerka, proporcionó evidencia física de haber sido torturada por rusos y describió palizas, electrocuciones, simulacros de ejecución, estrangulamientos, amenazas de muerte a familiares y otras formas de tortura.
Una investigación de BBC News reunió pruebas de tortura, que además de palizas también incluyeron electrocución y quemaduras en manos y pies. Un médico que trató a víctimas de tortura en la región informó: "Algunos de los peores fueron marcas de quemaduras en los genitales, una herida de bala en la cabeza de una niña que fue violada y quemaduras con una plancha en la espalda y el estómago de un paciente. El paciente dijo me conectaron dos cables de una batería de automóvil a su ingle y le dijeron que se parara sobre un trapo mojado". Además de la BBC, Human Rights Watch y la Misión de Monitoreo de Derechos Humanos de las Naciones Unidas en Ucrania han informado sobre torturas y desapariciones llevadas a cabo por las fuerzas de ocupación rusas en la región. Un residente declaró: "En Jersón, ahora la gente desaparece todo el tiempo (...) hay una guerra, solo que esta parte está sin bombas".
El alcalde ucraniano electo de Jersón compiló una lista de más de 300 personas que habían sido secuestradas por las fuerzas rusas hasta el 15 de mayo de 2022. Según The Times, en el edificio que alberga a las autoridades de ocupación rusas, los gritos de los torturados se pueden escuchar con frecuencia en todo el lugar.
Según The Washington Post, el 15 de abril se habían excavado 824 tumbas en el cementerio de Jersón.

## Resistencia a la ocupación

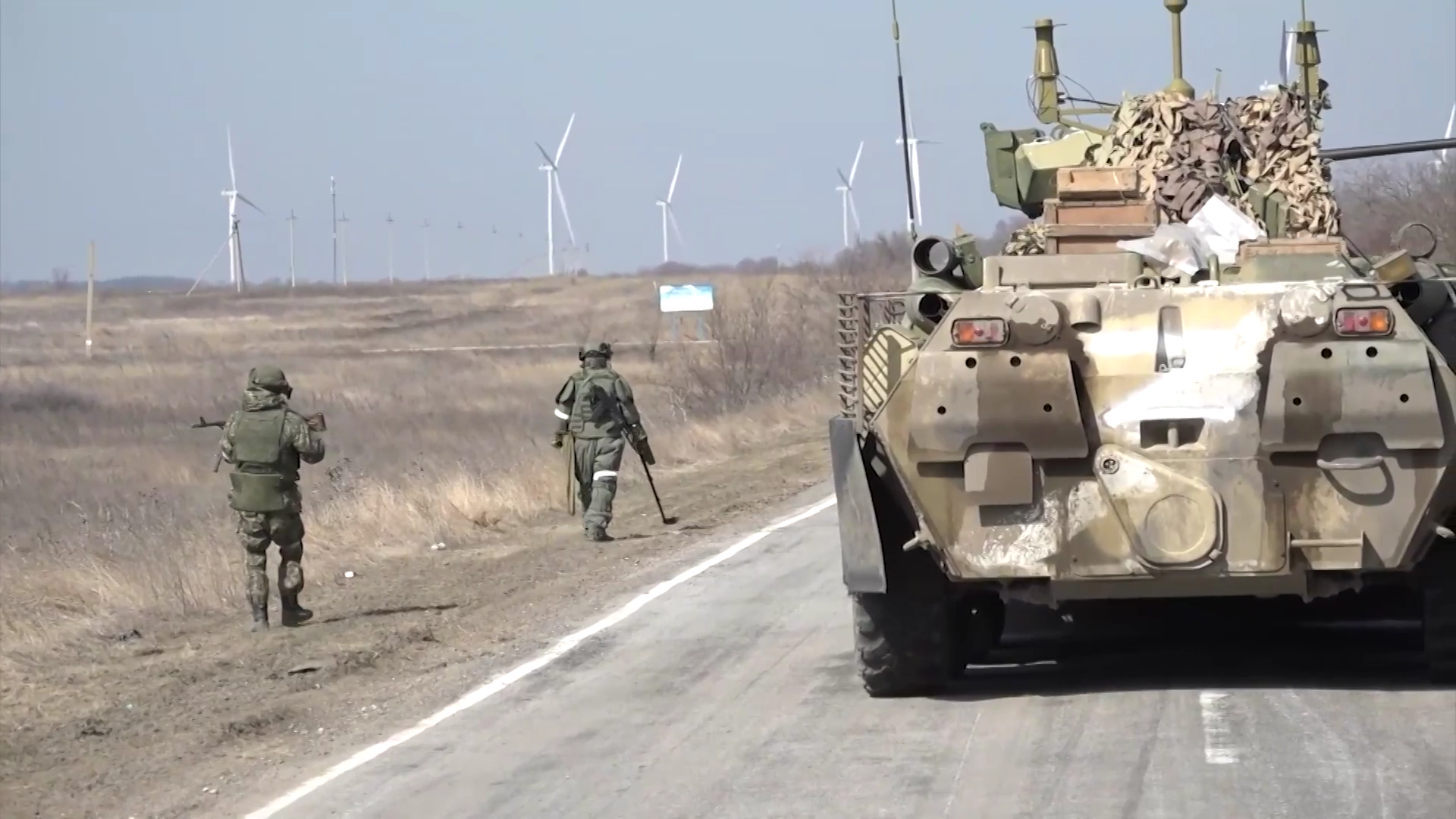
Tropas de ingenieros rusos del Distrito Militar del Sur realizan operaciones de remoción de minas en la óblast de Jersón, marzo de 2022.

Según Nezavisimaya Gazeta, las actividades del Comité de Salvación para la Paz y el Orden instalado por Rusia encuentran resistencia constante entre la población, y varios de sus miembros fueron asesinados por la Dirección General de Inteligencia (GUR) o por partisanos ucranianos. Newsweek también informa que dos figuras locales prorrusas de alto perfil fueron asesinadas a tiros en Jersón por la resistencia ucraniana.
El 5 de marzo, los residentes de Jersón asistieron a una manifestación con banderas ucranianas y corearon que la ciudad sigue siendo ucraniana y nunca será rusa, a pesar de la ocupación rusa. El ejército ruso abrió fuego de advertencia contra los manifestantes. Al mismo tiempo, la Policía Nacional de Ucrania publicó un vídeo en el que un oficial de policía de Jersón, con una bandera ucraniana en sus manos, saltó sobre un vehículo blindado de transporte de personal ruso que pasaba por delante de la manifestación, y los residentes locales apoyaron su acción con gritos y aplausos.
El 7 de marzo, la Fiscalía Regional de Jersón de Ucrania, sobre la base de la Parte 2 del Artículo 438 del Código Penal de Ucrania (violación de las leyes y costumbres de la guerra, asociada con asesinato premeditado), abrió un caso penal por la muerte de varios manifestantes en Nueva Kajovka. Según la investigación, durante una manifestación el 6 de marzo, el ejército ruso abrió fuego contra los manifestantes de manera indiscriminada “a pesar de que las personas estaban desarmadas y no representaban ninguna amenaza”, lo que resultó en al menos un muerto y siete heridos.
El 20 de marzo, los manifestantes en Jersón se enfrentaron a varios vehículos militares rusos y les dijeron que "se fueran a casa". Nuevas manifestaciones contra la ocupación tuvieron lugar el 11 y el 27 de abril, las cuales fueron dispersadas violentamente por las fuerzas de ocupación rusas y las milicias separatistas, matando a cuatro personas en el proceso. El Centro Internacional para Académicos Woodrow Wilson informa que los trabajadores médicos en Jersón se negaron a ir a trabajar para boicotear a las fuerzas de ocupación rusas y no tratar a los heridos.
El 20 de abril, los medios regionales de Odesa informaron que el bloguero prorruso Valery Kuleshov había sido asesinado por guerrilleros ucranianos en Jersón.

## Contraataques ucranianos
El 23 de abril de 2022, el Ministerio de Defensa de Ucrania reclamó un ataque contra un puesto de mando del 49.º Ejército de Armas Combinadas de Rusia cerca de Jersón, diciendo que mató a dos generales e hirió gravemente a uno. Los nombres de los generales no fueron revelados.
El 24 de abril de 2022, el Comando Operativo Sur de Ucrania informó que el ejército ucraniano había liberado ocho asentamientos en la óblast de Jersón.
El 27 de abril de 2022, la Fuerza Aérea de Ucrania golpeó la Torre de Televisión de Jersón con un misil, lo que obligó temporalmente a la televisión rusa a salir del aire.
El 10 de julio, Iryna Vereshchuk, vice primera ministra de Ucrania, instó a los civiles de la región de Jersón a evacuar antes de un futuro contraataque ucraniano.
Este frente de batalla se ha mantenido prácticamente estático desde el 1 de diciembre de 2022 debido al terreno complejo para realizar operaciones, como lo sería el río Dniéper o las fortificaciones en la zona.